# Miconia
Miconia ist eine Pflanzengattung innerhalb der Familie der Schwarzmundgewächse (Melastomataceae). Mit etwa 1000 Arten ist sie die artenreichste Gattung der Melastomataceae und eine der artenreichsten Gattungen der Neotropis. Einige Arten sind invasive Pflanzen in tropischen bis subtropischen Gebieten der Welt.

## Beschreibung

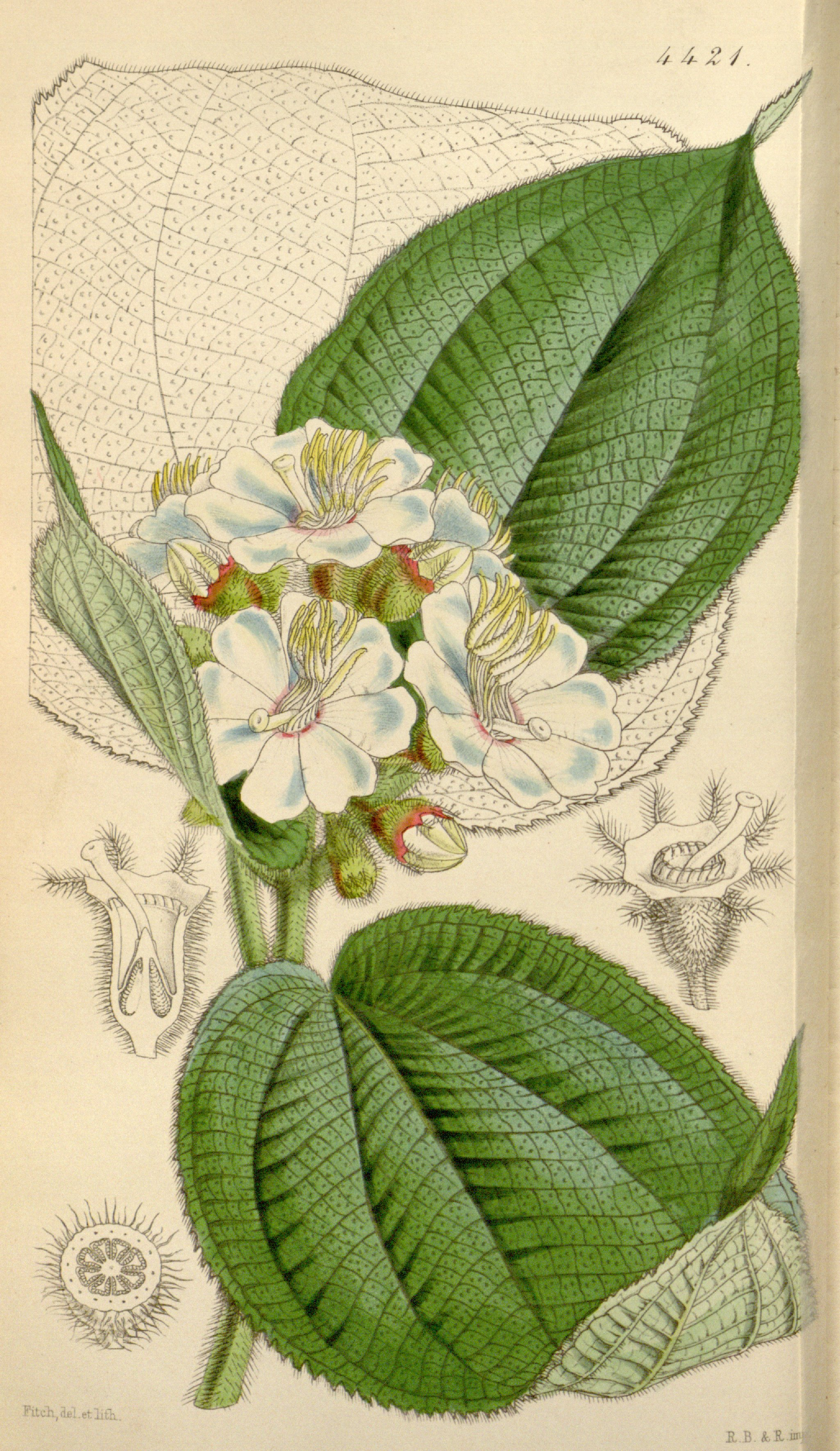
Illustration von Miconia macrodon.

### Erscheinungsbild und Blätter
Miconia-Arten wachsen als Sträucher oder Bäume. Die jungen Zweige vieler Arten sind vierkantig.
Die Nervatur des Blattes besteht aus drei oder mehr (bis neun) bogig vom Blattansatz zur Blattspitze verlaufenden Hauptadern (sieht ein wenig wie parallelnervig aus). Diese Hauptadern sind durch mehr oder weniger rechtwinklig abzweigende Seitenadern miteinander verbunden. Die einfachen Blätter stehen stets gegenständig oder wirtelig. Die Blätter sind ganz unterschiedlich behaart. Nebenblätter gibt es keine.

### Blütenstände, Blüten, Früchte und Samen
Die Blüten stehen selten einzeln in den Blattachseln, meist zu vielen in endständigen, rispigen Blütenständen. Bei einigen Arten wird der Schauapparat von Hochblättern gebildet. Die zwittrigen Blüten sind radiärsymmetrisch bis stark zygomorph und die doppelte Blütenhülle ist meist vier- oder fünfzählig, manchmal bis neunzählig. Kelch und Krone stehen auf einem von der Blütenachse gebildeten Blütenbecher, der den Fruchtknoten umschließt. Die Farbe der meist kleinen Kronblätter ist weiß, rosafarben oder gelb. Der unterständige Fruchtknoten ist zwei- bis achtkammerig. Die Bestäubung erfolgt durch Tiere.
Auf den Beeren ist der Kelch noch vorhanden. Die Beeren werden von Tieren gefressen und so die Samen verbreitet. Die Samen sind pyramidal oder eiförmig.

## Verbreitung
Die Gattung Miconia ist in der Neotropis weit verbreitet. In Ecuador kommen etwa 200 Arten vor.
Miconia calvescens ist ein Neophyt in Hawaii und Tahiti und diese invasive Pflanze wertet man als größte Bedrohung für die Ökosysteme dieser Inseln. Auf Tahiti wurde 1937 Miconia calvescens als Zierpflanze in einen privaten botanischen Garten gepflanzt. Heute findet man diese auf etwa 70 % von Tahiti. Miconia calvescens wächst schnell, ist schattentolerant, besitzt keine natürlichen Feinde und bildet viele Samen mit einer hohen Keimrate. Von Miconia calvescens entstehen so schnell Reinbestände.

## Systematik
Die Gattung Miconia wurde 1794 durch Hipólito Ruiz López und José Antonio Pavón y Jiménez in Florae Peruvianae, et Chilensis Prodromus, S. 60 aufgestellt. Typusart ist Miconia triplinervis Ruiz & Pav.  Der Gattungsname Miconia ehrt den spanischen Arzt und Botaniker Francisco Micón (1528–1992). Synonyme für Miconia Ruiz & Pav. sind: Abrophaes Raf., Amphitoma Gleason, Angustinea A.Gray, Augustinea A.St.-Hil. & Naudin, Auliphas Raf., Catonia P.Browne, Catachaenia Griseb., Chitonia D.Don = Chaenopleura Rich. ex DC., Prodr. 3: 197 (heute Miconia sect. Chaenopleura (Rich. ex DC.) Triana ex Benth. & Hook. f.), Chiloporus Naudin, Chaenophora Rich. ex Crueg., Clastilix Raf., Copedesma Gleason, Cremanium D.Don, Cyanophyllum Naudin, Cyathanthera Pohl, Decaraphe Miq., Diplochita DC., Diplochiton Spreng., Eurychaenia Griseb., Folomfis Raf., Fothergilla Aubl. nom. illeg., Gallasia Mart. ex DC., Glossocentrum Crueg., Graffenrieda Mart., Gynomphis Raf., Hartigia Miq. (heute Miconia sect. Hartigia (Miq.) Griseb.), Hypoxanthus Rich. ex DC., Jucunda Cham. (heute Miconia subgen. Jucunda (Cham.) Naudin und Miconia sect. Jucunda (Cham.) Triana ex Benth. & Hook. f.), Leonicenia Scop. nom. rej., Lieutautia Buc'hoz, Muelleramra Kuntze, Octomeris Naudin, Pachydesmia Gleason, Pholomphis Raf., Pleurochaenia Griseb., Pogonorhynchus Crueg., Pterocladon Hook. f., Schizanthera Turcz., Sericola Raf., Soltmannia ex Naudin, Synoptera Raf., Tamonea Aubl. ex Krasser, Ziegera Raf.  Die Gattung Miconia ist nicht monophyletisch und gehört zur Tribus Miconieae innerhalb der Familie der Melastomataceae.
Die Gattung Miconia enthält über 1000 Arten. Es gibt über 2000 veröffentlichte Namen.
| - Miconia abbreviata Markgr. - Miconia abeggii Urb. & Ekman - Miconia abysmophila Wurdack - Miconia acalephoides Naudin - Miconia acanthocoryne Wurdack - Miconia acinodendron (L.) Sweet - Miconia acreana Ule - Miconia acuminata (Steud.) Naudin - Miconia acuminifera Triana - Miconia acunae Borhidi - Miconia acutifolia Ule - Miconia acutipetala Sprague - Miconia adenocalyx Urb. & Ekman - Miconia adinantha Wurdack - Miconia adrienii J.F.Macbr. - Miconia aenigmatica Wurdack - Miconia aequatorialis Wurdack - Miconia aeruginosa Naudin - Miconia affinis DC. non Miconia affinis Macfad. ex Griseb. nom. illeg. - Miconia aggregata Gleason - Miconia aguirrei L.Uribe - Miconia aguitensis Gleason - Miconia alainii Judd & Skean - Miconia alata (Aubl.) DC. - Miconia albertii Gleason - Miconia albicans (Sw.) Steud. - Miconia albiviridis Urb. & Ekman - Miconia alborosea L.Uribe - Miconia alborufescens Naudin - Miconia aligera Wurdack - Miconia aliquantula Wurdack - Miconia alloeotricha (Urb.) Judd, Penneys & Skean - Miconia alpestris Cogn. ex Donn.Sm. - Miconia alpina Cogn. - Miconia alternans Naudin - Miconia alternifolia (Griseb.) Alain - Miconia altissima Cogn. - Miconia alypifolia Naudin - Miconia amabilis Cogn. - Miconia amacurensis Wurdack - Miconia amambayensis Kraenzl. - Miconia amazonica Triana - Miconia amblyandra Naudin - Miconia amilcariana Almeda & Dorr - Miconia amissa Wurdack - Miconia amnicola Wurdack - Miconia amoena Triana - Miconia ampla Triana - Miconia amplexicaulis Naudin - Miconia amplinodis Umaña & Almeda - Miconia ancistrophora (C.Wright) Triana - Miconia andersonii Fawc. & Rendle - Miconia anderssonii Wurdack - Miconia andreana Cogn. - Miconia androsaemifolia Griseb. - Miconia angelana R.Romero & R.Goldenb. - Miconia anisophylla Triana - Miconia anisotricha (Schltdl.) Triana - Miconia annulata Triana - Miconia antioquiensis Wurdack - Miconia apiculata Urb. & Ekman - Miconia aplostachya (Bonpl.) DC. - Miconia aponeura Triana - Miconia appendiculata Triana - Miconia aprica Gleason - Miconia araguensis Wurdack - Miconia arboricola Almeda - Miconia arbutifolia Naudin - Miconia archeri Wurdack - Miconia argentea (Sw.) DC. - Miconia argyraea Cogn. - Miconia argyrophylla DC. - Miconia aristata Gleason - Miconia ascendens Wurdack - Miconia asclepiadea Triana - Miconia aspergillaris (Bonpl.) Naudin - Miconia asperrima Triana - Miconia asplundii Wurdack - Miconia aspratilis Wurdack - Miconia astroplocama Donn. Sm. - Miconia astrotricha (DC.) Triana - Miconia atrata (Spring) Wawra - Miconia atrofusca Cogn. - Miconia atropilis Cogn. & Gleason - Miconia augusti Cogn. - Miconia aulocalyx Mart. ex Triana - Miconia aurea (D.Don) Naudin - Miconia aureoides Cogn. - Miconia auritinoda Wurdack - Miconia avia Wurdack - Miconia axinaeoides Gleason - Miconia ayacuchensis Wurdack - Miconia aymardii Wurdack - Miconia bailloniana J.F.Macbr. - Miconia bangii Cogn. - Miconia baracoensis Urb. - Miconia barbeyana Cogn. - Miconia barbinervis (Benth.) Triana - Miconia barbipilis Gleason - Miconia barclayana Wurdack - Miconia barkeri Urb. & Ekman - Miconia basilensis Urb. & Ekman - Miconia baumgratziana R.Goldenb. & C.V.Martin - Miconia bella Wurdack - Miconia beneolens Wurdack - Miconia benoistii Wurdack - Miconia benthamiana Triana - Miconia bernardii Wurdack - Miconia berryi Wurdack - Miconia biacuta Cogn. - Miconia biappendiculata (Naudin) L.Uribe - Miconia bifaria Urb. & Ekman - Miconia biformis Cogn. - Miconia biglandulosa Gleason - Miconia biglomerata (Bonpl.) DC. - Miconia bilopezii Wurdack - Miconia bipatrialis Wurdack - Miconia biperulifera Cogn. - Miconia bisulcata Urb. - Miconia blakeaefolia Gleason - Miconia bolivarensis Wurdack - Miconia boliviensis Cogn. - Miconia boomii Wurdack - Miconia bordoncilloana Lozano & Morales-P. - Miconia borjensis Wurdack - Miconia boxii Wurdack - Miconia brachyanthera Triana - Miconia brachybotrya Triana - Miconia brachycalyx Triana - Miconia brachygyna Gleason - Miconia bracteata (DC.) Triana - Miconia bracteolata (Bonpl.) DC. - Miconia brasiliensis (Spreng.) Triana - Miconia brenesii Standl. - Miconia breteleri Wurdack - Miconia brevipes Benth. - Miconia brevis J.F.Macbr. - Miconia brevistylis Cogn. - Miconia brevitheca Gleason - Miconia brittonii Cogn. - Miconia brunnea DC. - Miconia bubalina (D.Don) Naudin - Miconia bucherae Alain - Miconia budlejoides Triana - Miconia bullata (Turcz.) Triana - Miconia buntingii Wurdack - Miconia burchellii Triana - Miconia buxifolia Naudin - Miconia cabucu Hoehne - Miconia cacatin (Aubl.) S.S.Renner - Miconia cacumina Wurdack - Miconia caelata (Bonpl.) DC. - Miconia caerulea (D.Don) Naudin - Miconia caesariata Wurdack - Miconia caesia Cogn. & Gleason - Miconia cajanumana Wurdack - Miconia calignosa Wurdack - Miconia calocoma Almeda - Miconia calophylla (D.Don) Triana - Miconia calvescens DC. - Miconia calycina Cogn. - Miconia campanensis Urb. & Ekman - Miconia campestris (Benth.) Triana - Miconia campii Wurdack - Miconia canaguensis Wurdack - Miconia cannabina Markgr. - Miconia capitellata Cogn. - Miconia capixaba R.Goldenb. - Miconia carassana Cogn. - Miconia carnea Cogn. - Miconia carpishana Wurdack - Miconia carvalhoana Baumgratz & D'El Rei Sousa - Miconia castaneiflora Naudin - Miconia castillensis Wurdack - Miconia castrensis Wurdack - Miconia cataractae Triana - Miconia caucana Gleason - Miconia caudata (Bonpl.) DC. - Miconia caudiculata Pittier - Miconia caudigera DC. - Miconia cauingia J.F.Macbr. - Miconia cautis Wurdack - Miconia cazaletii Wurdack - Miconia celaquensis Almeda - Miconia centrodesma Naudin - Miconia centrodesmoides Wurdack - Miconia centronioides Gleason - Miconia centrophora Naudin - Miconia centrosperma Almeda - Miconia ceramicarpa (DC.) Cogn. - Miconia cerasiflora Urb. - Miconia cercophora Wurdack - Miconia cernua Naudin - Miconia chaetodon Naudin - Miconia chamissois Naudin - Miconia chapensis E.Cotton & W.Meier - Miconia chartacea Triana - Miconia chinantlana (Naudin) Almeda - Miconia chionophila Naudin - Miconia chiriquiensis Almeda - Miconia chlorocarpa Cogn. - Miconia choriophylla Wurdack - Miconia chrysocoma Gleason - Miconia chrysoneura Triana - Miconia chrysophylla (Rich.) Urb. - Miconia ciliaris Triana - Miconia ciliata (Rich.) DC. - Miconia cinchonaefolia DC. - Miconia cinerascens Miq. - Miconia cinerea Cogn. - Miconia cinnamomifolia (DC.) Naudin non Miconia cinnamomiifolia (Jacq.) Triana - Miconia cionotricha L.Uribe - Miconia cipoensis R.Goldenb. - Miconia cladonia Gleason - Miconia clathrantha Triana ex Cogn. - Miconia cleefii L.Uribe - Miconia clivorum Wurdack - Miconia clypeata Wurdack - Miconia codonostigma Gleason & Wurdack - Miconia coelestis (D.Don) Naudin - Miconia collatata Wurdack - Miconia collayensis Wurdack - Miconia colliculosa Almeda - Miconia coloradensis Almeda - Miconia commutata Almeda - Miconia comosa Cogn. - Miconia compressa Naudin - Miconia compressicaulis Wurdack - Miconia comptifolia Wurdack - Miconia concinna Almeda - Miconia condylata Wurdack - Miconia confertiflora Almeda - Miconia conformis Wurdack - Miconia coniophora Urb. & Ekman - Miconia contrerasii Wurdack - Miconia cookii Gleason - Miconia corallina Spring - Miconia corazonica Wurdack - Miconia cordata Triana - Miconia cordifolia Wurdack non Miconia cordifolia (Alain) Borhidi nom. illeg. - Miconia coriacea (Sw.) DC. non Miconia coriacea (Naud.) M.Gomez nom. illeg. - Miconia cornifolia (Desr.) Naudin - Miconia coronata (Bonpl.) DC. - Miconia coronifera Wurdack - Miconia correae Almeda - Miconia corymbiformis Cogn. - Miconia cosangensis Wurdack - Miconia costaricensis Cogn. - Miconia cowanii Wurdack - Miconia crassifolia Triana - Miconia crassinervia Cogn. - Miconia crassipes Triana - Miconia crassistigma Cogn. - Miconia crebribullata Wurdack - Miconia cremadena Gleason - Miconia cremophylla Naudin - Miconia cretacea Gleason - Miconia crinita Naudin - Miconia crocata Almeda - Miconia crocea (Desr.) Naudin - Miconia cruenta Triana - Miconia cuatrecasae Markgr. - Miconia cubatanensis Hoehne - Miconia cubensis (C.Wright ex Griseb.) C.Wright - Miconia cundinamarcensis Wurdack - Miconia cuneata Triana - Miconia cuprea Wurdack - Miconia curta (Gleason) Wurdack - Miconia cuspidata Naudin - Miconia cuspidatissima Pittier - Miconia cutucuensis Wurdack - Miconia cyanocarpa Naudin - Miconia cyathanthera Triana - Miconia danielii Almeda - Miconia dapsiliflora Wurdack - Miconia dasyclada Wurdack - Miconia decipiens Cogn. - Miconia decurrens Cogn. - Miconia delicatula A.Rich. - Miconia demissifolia Wurdack - Miconia densifolia Cogn. - Miconia denticulata Naudin - Miconia depauperata Gardner - Miconia desmantha Benth. - Miconia desportesii Urb. - Miconia diaphanea Gleason - Miconia dichroa Cogn. - Miconia dichrophylla J.F.Macbr. - Miconia dielsiana Urb. - Miconia dielsii Markgr. - Miconia difficilis Triana - Miconia dioica Wurdack - Miconia dipsacea Naudin - Miconia discolor DC. non Miconia discolor Macfad. - Miconia dispar Benth. - Miconia dissimulans Wurdack - Miconia dissita Almeda - Miconia dissitiflora Almeda - Miconia dissitinervia Kriebel, Almeda & Estrada - Miconia divaricata Gardner - Miconia divergens Triana - Miconia divisoriana Wurdack - Miconia dodecandra Cogn. - Miconia dodsonii Wurdack - Miconia dolichopoda Naudin - Miconia dolichorrhyncha Naudin - Miconia domingensis Cogn. - Miconia donaeana Naudin - Miconia doriana Cogn. - Miconia dorsaliporosa R.Goldenb. & Reginato - Miconia dorsiloba Gleason - Miconia duckei Cogn. - Miconia dudleyi Wurdack - Miconia dumetosa Cogn. - Miconia dunstervillei Wurdack - Miconia dura Triana - Miconia ecostata (W.T.Aiton) Sweet ex Triana - Miconia egensis Cogn. - Miconia egregia Wurdack - Miconia eichleri Cogn. - Miconia elaeodendron (DC.) Naudin - Miconia elaeoides Naudin - Miconia elata (Sw.) DC. - Miconia elegans Cogn. - Miconia elongata Cogn. non Miconia elongata Stehle & Quentin nom. illeg. - Miconia elvirae Wurdack - Miconia emendata Wurdack - Miconia eremita L.Uribe - Miconia eriocalyx Cogn. - Miconia erioclada Triana - Miconia eriodonta DC. - Miconia ernstii Wurdack - Miconia erosa Gleason - Miconia espinosae Markgr. - Miconia eugenioides Triana - Miconia expansa Gleason - Miconia explicita Wurdack - Miconia fadyenii (Hook.) Judd & Skean - Miconia falcata Cogn. - Miconia fallax DC. - Miconia fanshawei Wurdack - Miconia fasciculata Gardner non Miconia fasciculata Miq. nom. inval. - Miconia favosa (Desr.) Naudin - Miconia ferreyrae Wurdack - Miconia ferruginata DC. - Miconia ferruginea (Desr.) DC. - Miconia filamentosa Gleason - Miconia firma J.F.Macbr. - Miconia fissa Gleason - Miconia flaccida Gleason - Miconia flammea Casar. - Miconia flavescens Cogn. - Miconia floccosa Cogn. - Miconia floribunda (Bonpl.) DC. - Miconia fluminensis Ule - Miconia formosa Cogn. - Miconia fosbergii Wurdack - Miconia fosteri Wurdack - Miconia foveolata Cogn. - Miconia fragilis Naudin - Miconia fragrans Cogn. - Miconia francavillana Cogn. - Miconia friedmaniorum Almeda & Umaña - Miconia frontinoana Cogn. & Gleason - Miconia fruticulosa Cogn. - Miconia fuertesii Cogn. - Miconia fuliginosa Wurdack - Miconia fulvostellata L.O.Williams - Miconia funckii Wurdack - Miconia furfuracea (Vahl) Griseb. - Miconia galactantha Naudin - Miconia gentryi Wurdack - Miconia gibba Markgr. - Miconia gigantea Cogn. - Miconia gilva Cogn. - Miconia glaberrima (Schltdl.) Naudin - Miconia glabrata Cogn. - Miconia glandulifera Cogn. - Miconia glandulistyla Wurdack - Miconia glaucescens Triana - Miconia glazioviana Cogn. - Miconia gleasoniana Wurdack - Miconia globulifera Naudin - Miconia globuliflora (Rich.) Cogn. - Miconia glomerata Triana - Miconia glomerulifera Cogn. - Miconia glutinosa Cogn. - Miconia glyptophylla Wurdack - Miconia gonioclada Triana - Miconia goniostigma Triana - Miconia gossypina Triana - Miconia goudotii Naudin - Miconia gracilis Triana - Miconia grandidentata Almeda - Miconia grandiflora Cogn. - Miconia grandifolia D.Don - Miconia gratissima Benth. ex Triana - Miconia grayana Cogn. - Miconia grayumii Almeda - Miconia griffisii J.F.Macbr. - Miconia grisea Cogn. - Miconia grossidentata Wurdack - Miconia guaiquinimae Wurdack - Miconia guatemalensis Cogn. - Miconia guayaquilensis (Bonpl.) D.Don - Miconia hadrophylla Wurdack - Miconia hamata Cogn. - Miconia harlingii Wurdack - Miconia haughtii (Gleason) Wurdack - Miconia heliotropoides Triana - Miconia hematostemon Naudin - Miconia hemenostigma Naudin - Miconia herpetica DC. - Miconia herrerae Gleason - Miconia herzogii Cogn. - Miconia heterochaeta Wurdack - Miconia heteromera Naudin - Miconia heterothrix Gleason & Wurdack - Miconia heterotricha Wurdack - Miconia hexamera Wurdack - Miconia hexapetala Wurdack - Miconia hirsutivena Gleason - Miconia hirta Cogn. - Miconia hirtella Cogn. - Miconia histothrix Wurdack - Miconia holosericea (L.) DC. - Miconia hondurensis Donn.Sm. - Miconia hookeriana Triana - Miconia hospitalis Wurdack - Miconia howardiana Judd, Salzman & Skean - Miconia huanucensis Wurdack - Miconia huberi Wurdack - Miconia huigrensis Wurdack - Miconia hutchisonii Wurdack - Miconia hyemalis A.St.-Hil. & Naudin - Miconia hygrophila Naudin - Miconia hylophila Wurdack - Miconia hymenanthera Triana - Miconia hyperprasina Naudin - Miconia hypioides Urb. & Ekman - Miconia hypoleuca (Benth.) Triana - Miconia ibaguensis (Bonpl.) Triana - Miconia ibarrae Almeda - Miconia icosandra Gleason - Miconia idiogena Wurdack - Miconia idroboi Wurdack - Miconia igniaria Bonpl. ex Naudin - Miconia iluensis Wurdack - Miconia imbricata Gleason - Miconia imitans Wurdack - Miconia impetiolaris (Sw.) D.Don ex DC. - Miconia inaequalifolia Triana - Miconia inaequidens (DC.) Naudin - Miconia inamoena Pilg. - Miconia inanis Cogn. & Gleason - Miconia incachacana Wurdack - Miconia inconspicua Miq. - Miconia incurva Gleason - Miconia ingens Wurdack - Miconia innata Gleason - Miconia insueta Wurdack - Miconia insularis Gleason - Miconia intricata Triana - Miconia ioneura Griseb. - Miconia irwinii Wurdack - Miconia iteophylla Almeda - Miconia jahnii Pittier - Miconia japuraensis Cogn. - Miconia javorkaeana Borhidi - Miconia jefensis Almeda - Miconia jentaculorum Wurdack - Miconia jimenezii Judd & R.S.Beaman - Miconia jitotolana Wurdack - Miconia johnwurdackiana Baumgratz & D'El Rei Sousa - Miconia jorgensenii Wurdack - Miconia jucunda (DC.) Triana - Miconia juruensis Pilg. - Miconia kappleri Naudin - Miconia kavanayensis Wurdack - Miconia klotzschii Triana - Miconia klugii Gleason - Miconia koepckeana Wurdack - Miconia kollmannii R.Goldenb. & Reginato - Miconia kraenzlinii Cogn. - Miconia kriegeriana Baumgratz & Chiaveg - Miconia krugii Cogn. - Miconia kuntzei Cogn. - Miconia labiakiana R.Goldenb. & C.V.Martin - Miconia lacera (Bonpl.) Naudin - Miconia lachnoclada Wurdack - Miconia laciniata Wurdack - Miconia laeta Cogn. - Miconia laetivirens L.Uribe - Miconia laevigata (L.) DC. - Miconia laevipilis Wurdack - Miconia lagunensis Ule - Miconia lambayequensis Wurdack - Miconia lamprarrhena Triana - Miconia lamprophylla Triana - Miconia lanata (DC.) Triana - Miconia lanceolata (Desr.) DC. - Miconia lanuginosa Ruiz & Pav. - Miconia lappacea (DC.) Triana - Miconia larensis Gleason - Miconia lasiocalyx Cogn. - Miconia lasiostyla Gleason - Miconia lasseri Gleason - Miconia latecrenata (DC.) Naudin - Miconia lateriflora Cogn. - Miconia latifolia (D.Don) Naudin - Miconia latistigma Cogn. - Miconia lauriformis Naudin - Miconia laurina (D.Don) Naudin - Miconia laxa Wurdack - Miconia leandroides Cogn. & Gleason - Miconia lechleri Triana - Miconia ledifolia (DC.) Naudin - Miconia lehmannii Cogn. - Miconia leiotricha Wurdack - Miconia lenticellata Alain - Miconia lepidota DC. - Miconia leptantha Urb. & Ekman - Miconia leucocarpa DC. - Miconia licrophora Wurdack - Miconia liebmannii Cogn. - Miconia liesneri Wurdack - Miconia ligulata Almeda - Miconia ligustrina (Sm.) Triana - Miconia ligustroides (DC.) Naudin - Miconia lilacina Triana - Miconia limitaris Wurdack - Miconia lithophila L.Uribe - Miconia littlei Wurdack - Miconia livida Triana - Miconia lonchophylla Naudin - Miconia longibracteata Almeda - Miconia longicuspis Cogn. - Miconia longifolia (Aubl.) DC. - Miconia longiracemosa Gleason - Miconia longisepala Gleason - Miconia longisetosa Wurdack - Miconia longispicata Triana - Miconia loretensis Pilg. - Miconia loreyoides Triana - Miconia lourteigiana Wurdack - Miconia loxensis (Bonpl.) DC. - Miconia luciana Gleason - Miconia lucida Naudin - Miconia lugonis Wurdack - Miconia lugubris Cogn. - Miconia lundellii (Wurdack) Almeda - Miconia lurida Cogn. - Miconia luteola Cogn. - Miconia lutescens (Bonpl.) DC. - Miconia luteynii Wurdack - Miconia lymanii Wurdack - Miconia macayana Judd & Skean - Miconia macbrydeana Wurdack - Miconia macrantha Triana - Miconia macrodon (Naudin) Wurdack - Miconia macrothyrsa Benth. - Miconia macrotis Cogn. - Miconia madisonii Wurdack - Miconia madrensis Standl. - Miconia magdalenae Triana - Miconia maguirei Gleason - Miconia majalis Cogn. - Miconia malatestae J.F.Macbr. - Miconia manaura R.Goldenb., Caddah & Michelangeli - Miconia mandonii Cogn. - Miconia manicata Cogn. & Gleason - Miconia mansfeldiana Urb. & Ekman - Miconia mapirensis Gleason - Miconia marginata Triana - Miconia mariae Wurdack - Miconia markgrafii Urb. & Ekman - Miconia maroana Wurdack - Miconia martiniana Gleason - Miconia martinicensis Cogn. - Miconia matthaei Naudin - Miconia mattogrossensis Hoehne - Miconia maximiliana DC. - Miconia maximowicziana Cogn. - Miconia mazanana J.F.Macbr. - Miconia mazatecana de Santiago - Miconia mcvaughii Wurdack - Miconia media (D.Don) Naudin - Miconia mediocris Wurdack - Miconia medusa Gleason - Miconia megalantha Gleason - Miconia melinonis Naudin - Miconia mellina DC. - Miconia membranacea Triana - Miconia mendoncae Cogn. - Miconia meridensis Triana - Miconia mesmeana Gleason - Miconia metallica (Naudin) Triana - Miconia mexicana (Bonpl.) Naudin - Miconia micayana Wurdack - Miconia michelangeliana R.Goldenb. & L.Kollman - Miconia micrantha Cogn. non Miconia micrantha Pilg. nom. illeg. non Miconia micrantha Pittier nom. illeg. - Miconia micropetala Cogn. - Miconia milesmorganii J.F.Macbr. - Miconia militis Wurdack - Miconia mimica Gleason - Miconia minuta Gleason - Miconia minutiflora (Bonpl.) DC. - Miconia miocarpa Naudin - Miconia mirabilis (Aubl.) L.O.Williams - Miconia mituana Wurdack - Miconia mocquerysii Wurdack - Miconia modica J.F.Macbr. - Miconia moensis (Britton) Alain - Miconia molesta Cogn. - Miconia molinopampana Wurdack - Miconia mollicula Triana - Miconia mollis Triana - Miconia molybdea Naudin - Miconia monciona Urb. & Ekman - Miconia monzoniensis Cogn. - Miconia moorei Wurdack - Miconia morii Almeda - Miconia mornicola A.C.Nicolson - Miconia mourae Cogn. - Miconia mulleola Wurdack - Miconia multiflora Cogn. ex Britton - Miconia multiglandulosa Cogn. - Miconia multinervia Cogn. - Miconia multiplinervia Cogn. - Miconia multispicata Naudin - Miconia muricata (D.Don) Triana - Miconia mutabilis (DC.) Triana - Miconia mutisiana Markgr. - Miconia myriantha Benth. - Miconia myrtillifolia Naudin - Miconia namandensis Wurdack - Miconia nambyquarae Hoehne - Miconia napoana Wurdack - Miconia nasella Wurdack - Miconia navioensis Wurdack - Miconia neblinensis Wurdack - Miconia nematophora Urb. & Ekman - Miconia neomicrantha Judd & Skean - Miconia neriifolia Triana - Miconia nervosa (Sm.) Triana - Miconia neurocarpa Triana - Miconia neurotricha Cogn. - Miconia nigricans Cogn. - Miconia nigripes Cogn. & Gleason - Miconia nitida (D.Don) Naudin - Miconia nitidissima Cogn. - Miconia nobilis Gleason - Miconia nodosa Cogn. - Miconia notabilis Triana - Miconia novemnervia Naudin - Miconia nubicola Proctor - Miconia nutans Donn.Sm. - Miconia nystroemii Ekman ex Urb. - Miconia obconica Gleason & Wurdack - Miconia obliqua Gleason - Miconia oblongifolia Cogn. - Miconia obovata Triana - Miconia obscura (Bonpl.) Naudin - Miconia obtusa (Griseb.) Triana - Miconia ochracea Triana - Miconia octopetala Cogn. - Miconia oellgaardii E.Cotton - Miconia oinochrophylla Donn.Sm. - Miconia oldemanii Wurdack - Miconia oligantha Wurdack - Miconia oligocephala Donn.Sm. - Miconia oligotricha (DC.) Naudin - Miconia ombrophila Wurdack - Miconia onaensis Wurdack - Miconia onychocalyx Gilli - Miconia opacifolia J.F.Macbr. - Miconia oraria Wurdack - Miconia orcheotoma Naudin - Miconia oreogena Wurdack - Miconia orescia L.Uribe - Miconia organensis Gardner - Miconia osaensis Kriebel, Aguilar & Almeda - Miconia ossaeifolia Urb. & Ekman - Miconia ottikeri J.F.Macbr. - Miconia ovalifolia Cogn. - Miconia ovata Cogn. - Miconia pachydonta Gleason - Miconia pachyphylla Cogn. - Miconia paeminosa Wurdack - Miconia pailasana Wurdack - Miconia paleacea Cogn. - Miconia paludigena Wurdack - Miconia pandurata Triana - Miconia paniculata (DC.) Naudin - Miconia papillosa (Desr.) Naudin - Miconia paradisica Wurdack - Miconia paradoxa (Mart. ex DC.) Triana - Miconia paraguayensis Cogn. - Miconia parviflora (Aubl.) Cogn. non Miconia parviflora (Benth.) Cogn. non Miconia parviflora (Gardner) Naudin nom. illeg. - Miconia parviflora Macfad. - Miconia parvifolia Cogn. - Miconia paspaloides Gleason - Miconia pastazana Wurdack - Miconia pastoensis Triana - Miconia paucidens DC. - Miconia paupercula (Naudin) Triana - Miconia pausana Wurdack - Miconia pavoniana Naudin - Miconia pedicellata Cogn. - Miconia peltata Almeda - Miconia pendula Umaña & Almeda - Miconia penduliflora Cogn. - Miconia penicillata Gleason - Miconia penningtonii Wurdack - Miconia pennipilis Cogn. - Miconia pentlandii Naudin - Miconia pepericarpa Mart. ex DC. - Miconia perelegans Urb. - Miconia pergamentacea Cogn. - Miconia perijensis Wurdack - Miconia pernettifolia Triana - Miconia perobscura Wurdack - Miconia persicariaefolia Cogn. - Miconia perturbata Wurdack - Miconia peruviana Cogn. - Miconia petersonii Urb. - Miconia petroniana Cogn. & Saldanha - Miconia petropolitana Cogn. - Miconia phaeochaeta Wurdack - Miconia phaeophylla Triana - Miconia phaeotricha Naudin - Miconia phanerostila Pilg. - Miconia phlebodes Wurdack - Miconia pichinchensis Benth. - Miconia picinguabensis R.Goldenb. & A.B.Martins - Miconia pilaloensis Wurdack - Miconia pileata DC. - Miconia pilgeriana Ule - Miconia piperifolia Triana - Miconia pisinna Wurdack - Miconia pisinniflora Wurdack - Miconia pittieri Cogn. - Miconia platypoda Gleason - Miconia plena Gleason - Miconia plethorica Naudin - Miconia plukenetii Naudin - Miconia plumifera Triana - Miconia poecilantha L.Uribe - Miconia poeppigii Triana - Miconia polita Gleason - Miconia polyandra Gardner - Miconia polychaeta Wurdack - Miconia polygama Cogn. - Miconia polyneura Triana - Miconia polytopica Wurdack - Miconia poortmannii (Cogn.) Wurdack - Miconia popayanensis Wurdack - Miconia porphyrotricha (Markgr.) Wurdack - Miconia pozoensis Wurdack - Miconia prancei Wurdack - Miconia prasina (Sw.) DC. - Miconia prasinifolia Gleason - Miconia prietoi Wurdack - Miconia procumbens (Gleason) Wurdack - Miconia prominens Wurdack - Miconia protuberans Wurdack - Miconia pseudoaplostachya Cogn. - Miconia pseudocapsularis Wurdack - Miconia pseudocentrophora Cogn. - Miconia pseudoeichleri Cogn. - Miconia pseudonervosa Cogn. - Miconia pseudoradula Cogn. & Gleason - Miconia pseudorigida Proctor - Miconia psychrophila Naudin - Miconia pterocaulon Triana - Miconia pteroclada Urb. - Miconia puberula Cogn. - Miconia pubicalyx Gleason - Miconia pubipetala Miq. - Miconia pujana Markgr. - Miconia pulchra Cogn. - Miconia pulgari J.F.Macbr. - Miconia pulverulenta Ruiz & Pav. - Miconia pulvinata Gleason - Miconia punctata (Desr.) D.Don ex DC. - Miconia punctibullata M.E.Morales-P., Michelangeli & F.Gonzalez - Miconia punicea Wurdack - Miconia puracensis Wurdack - Miconia purulensis Donn.Sm. - Miconia pusilliflora (DC.) Naudin non Miconia pusilliflora Beurl. nom. illeg. - Miconia pustulata Naudin - Miconia pycnoneura Urb. - Miconia pyramidalis (Desr.) DC. - Miconia pyrifolia Naudin - Miconia quadrangularis (Sw.) Naudin - Miconia quadrialata S.S.Renner & S.Beck - Miconia quadrifolia Naudin - Miconia quadripora Wurdack - Miconia quintuplinervia Cogn. - Miconia rabenii Cogn. - Miconia racemifera (DC.) Triana - Miconia racemosa (Aubl.) DC. - Miconia radula Cogn. - Miconia radulaefolia (Benth.) Naudin - Miconia ramboi Brade - Miconia rava Wurdack - Miconia ravenii Wurdack - Miconia reburrosa Wurdack - Miconia reclinata (Bonpl.) Naudin - Miconia recondita Wurdack - Miconia reducens Triana - Miconia reflexipila Wurdack - Miconia regelii Cogn. - Miconia remotiflora Urb. - Miconia renneri E.Cotton - Miconia resima Naudin - Miconia resimoides Cogn. - Miconia reticulata Triana - Miconia retusa Pilg. - Miconia rhodantha Wurdack - Miconia rhombifolia Alain - Miconia rhonhofiae Markgr. - Miconia rhytidophylla Naudin - Miconia rigens Naudin - Miconia rigida (Sw.) Triana - Miconia rigidissima Urb. & Ekman - Miconia rimachii Wurdack - Miconia rimalis Naudin - Miconia rimbachii Wurdack - Miconia riparia Triana - Miconia rivalis Wurdack - Miconia rivetii Danguy & Cherm. - Miconia robinsoniana Cogn.: Es ist ein Endemit der Galapagos-Inseln in einer Höhenlage zwischen 600 und 700 Meter. - Miconia robustissima Cogn. - Miconia roraimensis Ule - Miconia rosea Gleason - Miconia rotundifolia (D.Don) Naudin - Miconia rubens (Sw.) Naudin - Miconia rubiginosa (Bonpl.) DC. - Miconia rubricans Triana - Miconia rufa (Griseb.) Triana - Miconia rufescens (Aubl.) DC. non Miconia rufescens Macfad. ex Griseb. - Miconia ruficalyx Gleason - Miconia rufipila Triana - Miconia rufiramea Wurdack - Miconia rufostellulata Pittier - Miconia rugifolia Triana - Miconia rugosa Triana - Miconia ruizii Naudin - Miconia ruizteranii Wurdack - Miconia rupestris Ule - Miconia rupticalyx Wurdack - Miconia rusbyana Cogn. - Miconia russea Wurdack - Miconia sagotiana Cogn. - Miconia saldanhae Cogn. - Miconia salebrosa Wurdack - Miconia salicifolia (Bonpl. ex Naudin) Naudin - Miconia saltuensis Wurdack - Miconia samanensis Urb. - Miconia sanctiphilippi Naudin - Miconia sanctiramoni Kraenzl. - Miconia sandemanii Wurdack - Miconia sanguinea (D.Don) Triana - Miconia santanana Judd & Skean - Miconia santaremensis Wurdack - Miconia santaritensis Almeda - Miconia sarmentosa Cogn. - Miconia sastrei Wurdack - Miconia savannarum R.O.Williams - Miconia saxatilis J.F.Macbr. - Miconia saxicola Brandegee - Miconia scabra Cogn. - Miconia schippii Standl. - Miconia schlechtendalii Cogn. - Miconia schlimii Triana - Miconia schnellii Wurdack - Miconia schunkei Wurdack - Miconia schwackei Cogn. - Miconia sciurea L.Uribe - Miconia sclerophylla Triana - Miconia scutata Gleason - Miconia secunda R.A.Howard & E.A.Kellogg - Miconia secundiflora Cogn. - Miconia secundifolia Cogn. - Miconia selleana Urb. & Ekman - Miconia sellowiana Naudin - Miconia semisterilis Gleason - Miconia seposita Wurdack - Miconia septentrionalis Judd & R.S.Beaman - Miconia serialis DC. - Miconia serrulata (DC.) Naudin non Miconia serrulata Macfad. ex Griseb. non Miconia serrulata Pav. ex Triana - Miconia sessilifolia Naudin - Miconia seticaulis Wurdack - Miconia setosa Wurdack - Miconia setosociliata Cogn. - Miconia setulosa Cogn. - Miconia shaferi Cogn. - Miconia shattuckii Standl. - Miconia shepherdii R.Goldenb. & Reginato - Miconia silicicola Gleason - Miconia silverstonei Wurdack - Miconia simplex Triana - Miconia sintenisii Cogn. - Miconia skeaniana Judd - Miconia smaragdina Naudin - Miconia smithii Cogn. ex Gleason - Miconia sneidernii Wurdack - Miconia sodiroi Wurdack - Miconia solmsii Cogn. - Miconia sordida Triana - Miconia sparrei Wurdack - Miconia spatellophora Gleason - Miconia speciosa (A.St.-Hil. & Naudin) Naudin - Miconia spennerostachya Naudin - Miconia sphagnicola Urb. & Ekman - Miconia spicellata Bonpl. ex Naudin - Miconia spichigeri Wurdack - Miconia spinulidentata Cogn. & Gleason - Miconia spinulosa Naudin - Miconia spireaefolia Triana - Miconia splendens (Sw.) Griseb. - Miconia sprucei Triana - Miconia squamulosa (Sm.) Triana - Miconia staminea (Desr.) DC. - Miconia staphidioides (Naudin) Triana - Miconia steinbachii Markgr. - Miconia stelligera Cogn. - Miconia stellulata Gleason - Miconia stenobotrys (Rich.) Naudin - Miconia stenocardia Cogn. - Miconia stenophylla Wurdack - Miconia stenostachya DC. - Miconia stenourea Triana - Miconia stephananthera Ule - Miconia sterilis Gleason - Miconia stevensiana Almeda - Miconia steyermarkii Gleason - Miconia stipitata Gleason - Miconia stipularis Naudin - Miconia striata (Vahl) Cogn. - Miconia strigosa (Triana) Wurdack - Miconia stylosa Cogn. - Miconia suaveolens Wurdack - Miconia subalpina Gleason - Miconia subandicola Wurdack - Miconia subcompressa Urb. - Miconia subcordata Cogn. - Miconia subglabra Cogn. - Miconia submacrophylla Gleason - Miconia suborbicularis Cogn. - Miconia subsessilifolia Wurdack - Miconia subsimplex Pilg. - Miconia subspicata Wurdack - Miconia subulipetala Wurdack - Miconia subvernicosa Cogn. - Miconia sulcata J.F.Macbr. - Miconia summa Cuatrec. - Miconia superba Ule - Miconia superposita Wurdack - Miconia sylvatica (Schltdl.) Naudin - Miconia symplocoidea Triana - Miconia tabayensis Wurdack - Miconia tacanensis Wurdack - Miconia tachirensis Wurdack - Miconia talamancensis Almeda - Miconia tamana Wurdack - Miconia tenensis Markgr. - Miconia tentaculifera Naudin - Miconia tenuis Triana - Miconia teotepecensis J.R.Santiago - Miconia tephrodes Wurdack - Miconia tepicana Standl. - Miconia terborghii Wurdack - Miconia terera Naudin - Miconia ternatifolia Triana - Miconia tetragona Cogn. - Miconia tetrandra (Sw.) D.Don - Miconia tetrasperma Gleason - Miconia tetraspermoides Wurdack - Miconia tetrastoma Naudin - Miconia tetrazygioides Urb. & Ekman - Miconia thaminantha Wurdack - Miconia theaezans (Bonpl.) Cogn. - Miconia thomasiana DC. - Miconia thyrsiflora (D.Don) Naudin - Miconia thysanophylla Wurdack - Miconia tiliifolia Naudin - Miconia tillettii Wurdack - Miconia tinifolia Naudin - Miconia tiri Triana - Miconia titanophylla Gleason - Miconia tixixensis Standl. & Steyerm. - Miconia tomentosa (Rich.) D.Don ex DC. non Miconia tomentosa (Rich.) D.Don - Miconia tonduzii Cogn. - Miconia toroi Gleason - Miconia tovarensis Cogn. - Miconia traillii Cogn. - Miconia transversa Gleason - Miconia trianae Cogn. - Miconia triangularis Gleason - Miconia tricaudata Wurdack - Miconia trichogona J.F.Macbr. - Miconia trichophora Gleason - Miconia trichotoma (Desr.) DC. - Miconia trimera Wurdack - Miconia trinervia (Sw.) D.Don ex Loudon - Miconia triplinervis Ruiz & Pav. - Miconia tristis Spring - Miconia trujillensis Wurdack - Miconia truncata Triana - Miconia tschudyoides Cogn. - Miconia tuberculata (Naudin) Triana - Miconia tubulosa Gleason - Miconia tuckeri Gleason - Miconia tuerckheimii Cogn. - Miconia tunicata (Bonpl.) Naudin non Miconia tunicata Griseb. ex Triana - Miconia turgida Gleason - Miconia turquinensis Urb. & Ekman - Miconia ulmarioides Naudin - Miconia umbriensis Wurdack - Miconia umbrosa Cogn. - Miconia undata Triana - Miconia uninervis Alain - Miconia urbaniana Cogn. - Miconia urceolata Urb. - Miconia uribei Wurdack - Miconia urophylla DC. - Miconia urticoides Triana - Miconia uvida Wurdack - Miconia uvifera Naudin - Miconia vaccinioides (Bonpl.) Naudin - Miconia valeriana (Standl.) Wurdack - Miconia valida Cogn. - Miconia vallensis Wurdack - Miconia valtheri Naudin - Miconia vargasii Wurdack - Miconia velutina Triana non Miconia velutina L.Linden & Rodigas - Miconia venulosa Wurdack - Miconia verrucosa Cogn. - Miconia versicolor Naudin - Miconia vesca Wurdack - Miconia vestita Almeda - Miconia victorinii Alain - Miconia vilhenensis Wurdack - Miconia villonacensis Wurdack - Miconia violacea Cogn. - Miconia virescens (Vahl) Triana - Miconia viscidula Urb. & Cogn. - Miconia vismioides Triana - Miconia vitiflora J.F.Macbr. - Miconia vittata (Linden & Andre) Cogn. - Miconia voronovii Gleason - Miconia wagneri J.F.Macbr. - Miconia warmingiana Cogn. - Miconia weberbaueri Cogn. - Miconia weddellii Naudin - Miconia willdenowii Klotzsch ex Naudin - Miconia wittii Ule - Miconia wolfei Wurdack - Miconia woytkowskii Wurdack - Miconia wurdackii L.Uribe - Miconia xenotricha Urb. & Ekman - Miconia yatuensis Wurdack - Miconia zamorensis Gleason - Miconia zanonii Judd, Skean & R.S.Beaman - Miconia zarucchii Wurdack - Miconia zemurrayana Standl. & L.O.Williams - Miconia zubenetana J.F.Macbr. |

## Weiterführende Literatur
- Walter S. Judd: Revision of Miconia sect. Chaenopleura (Miconieae, Melastomataceae) in the Greater Antilles. In: Systematic Botany Monographs, Volume 81, 2007, S. 1–235.
- Renato Goldenberg & Claire Martin: Taxonomic Notes on South American Miconia (Melastomataceae). In: Harvard Papers in Botany, Volume 13 (2), 2008, S. 223–227. doi:10.3100/1043-4534-13.2.223